# Chit Phumisak
Chit Phumisak (thaï: จิตร ภูมิศักดิ์, 25 septembre 1930 – 5 mai 1966) est un historien et poète thaïlandais.

## Biographie
Né dans une famille pauvre, dans la province de Prachinburi, dans l'est de la Thaïlande, il étudia la philologie à l'université Chulalongkorn à Bangkok.
Ses écrits, anti-nationalistes, ont été considérés comme dangereux pour l'État par le gouvernement anti-communiste de Sarit Dhanarajata. Il est arrêté en 1957, accusé d'être communiste, et après six ans de prison il est déclaré innocent par une cour et remis en liberté.
En 1965, il rejoint le Parti communiste thaïlandais dans la jungle des montagnes Phu Phan dans la province de Sakhon Nakhon. Le 5 mai 1966, il est abattu par des villageois, près du village de Nong Kung dans l'amphoe Waritchaphum (en). Son corps fut brûlé et aucune cérémonie n'a été célébrée pour sa mort avant 1989, quand ses cendres ont été installées dans un stûpa.
Son livre le plus important est Le Visage du féodalisme thaï (โฉมหน้าศักดินาไทย, Chomna Sakdina Thai) écrit en 1957 sous le pseudonyme de Somsamai Srisootarapan.
 Kawi Kanmuang et Kawi Srisayam sont d'autres noms de plume de Chit Phumisak.
De nos jours, Chit Phumisak est toujours d'actualité, en particulier chez les militants et activistes pro-démocratie tel Parit Chiwarak et aussi à l'université.

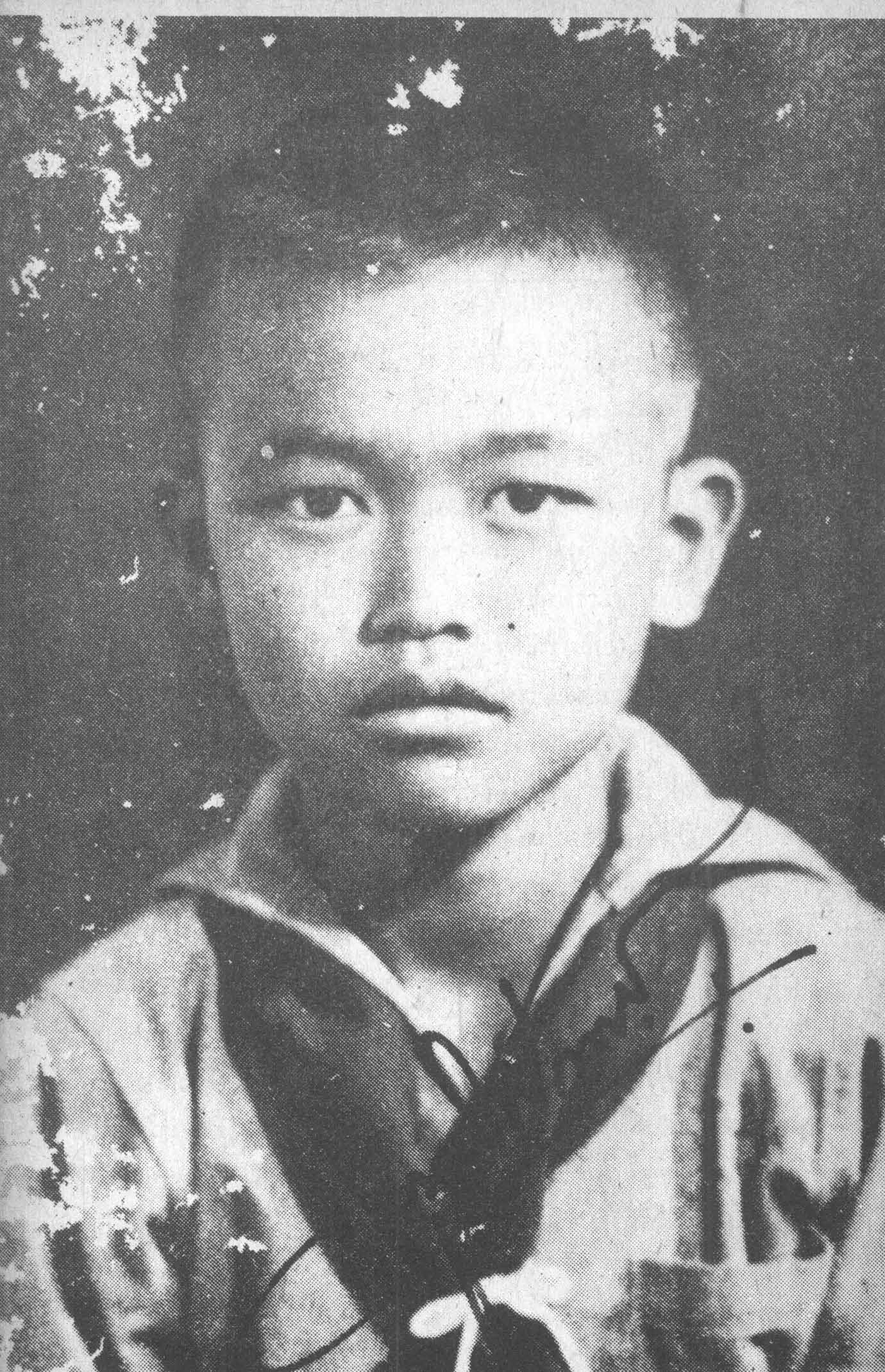
Chit Phumisak enfance
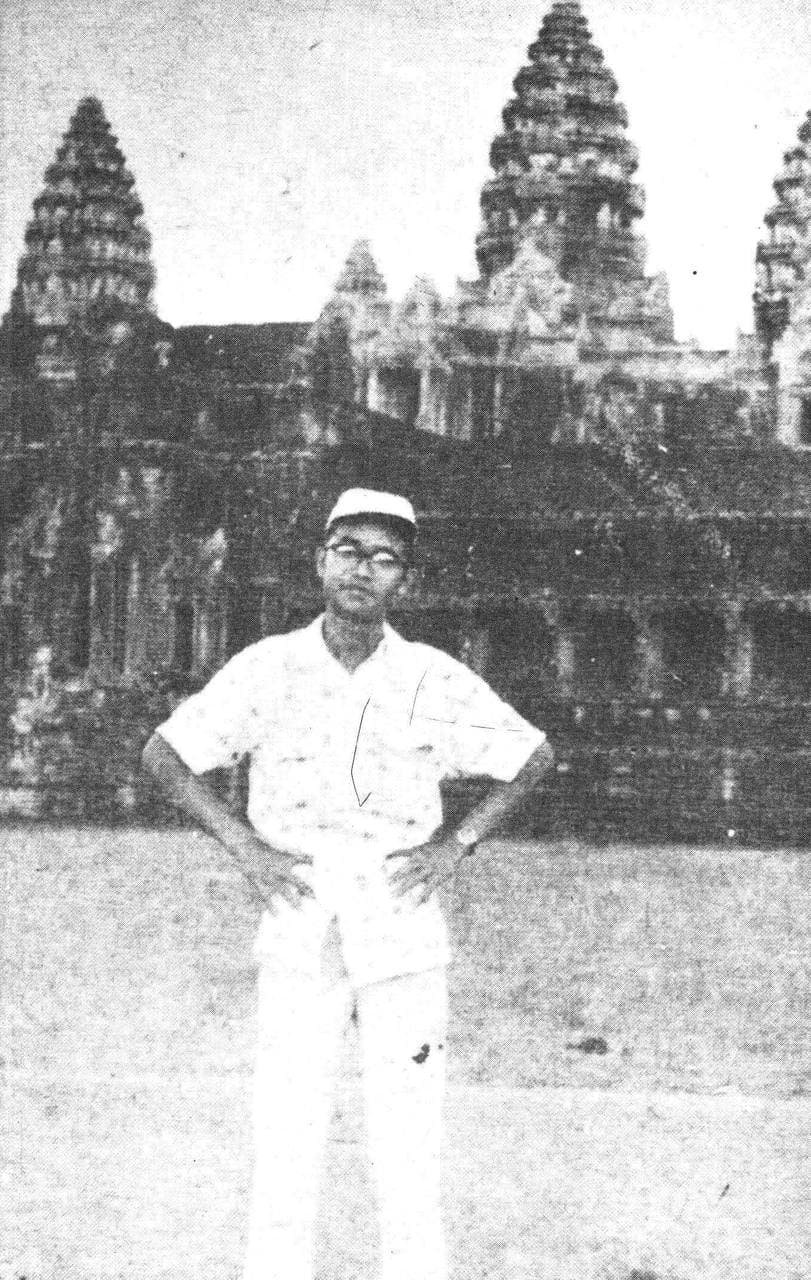
Chit Phumisak visitant dans sa jeunesse le temple d'Angkor Vat
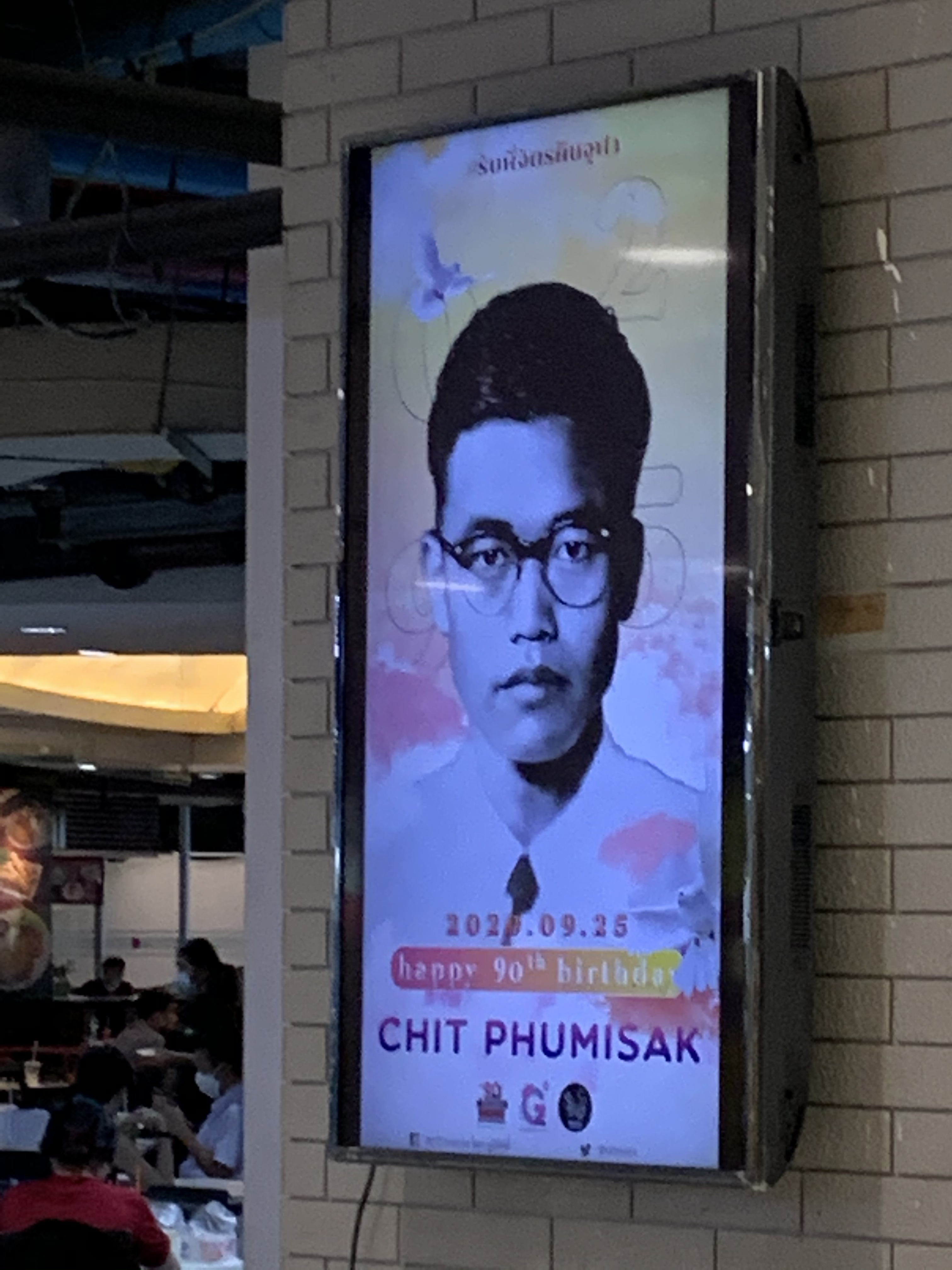
Affiche célébrant le 90ème anniversaire de sa naissance en 2020